# Escenas de la Pasión de Cristo

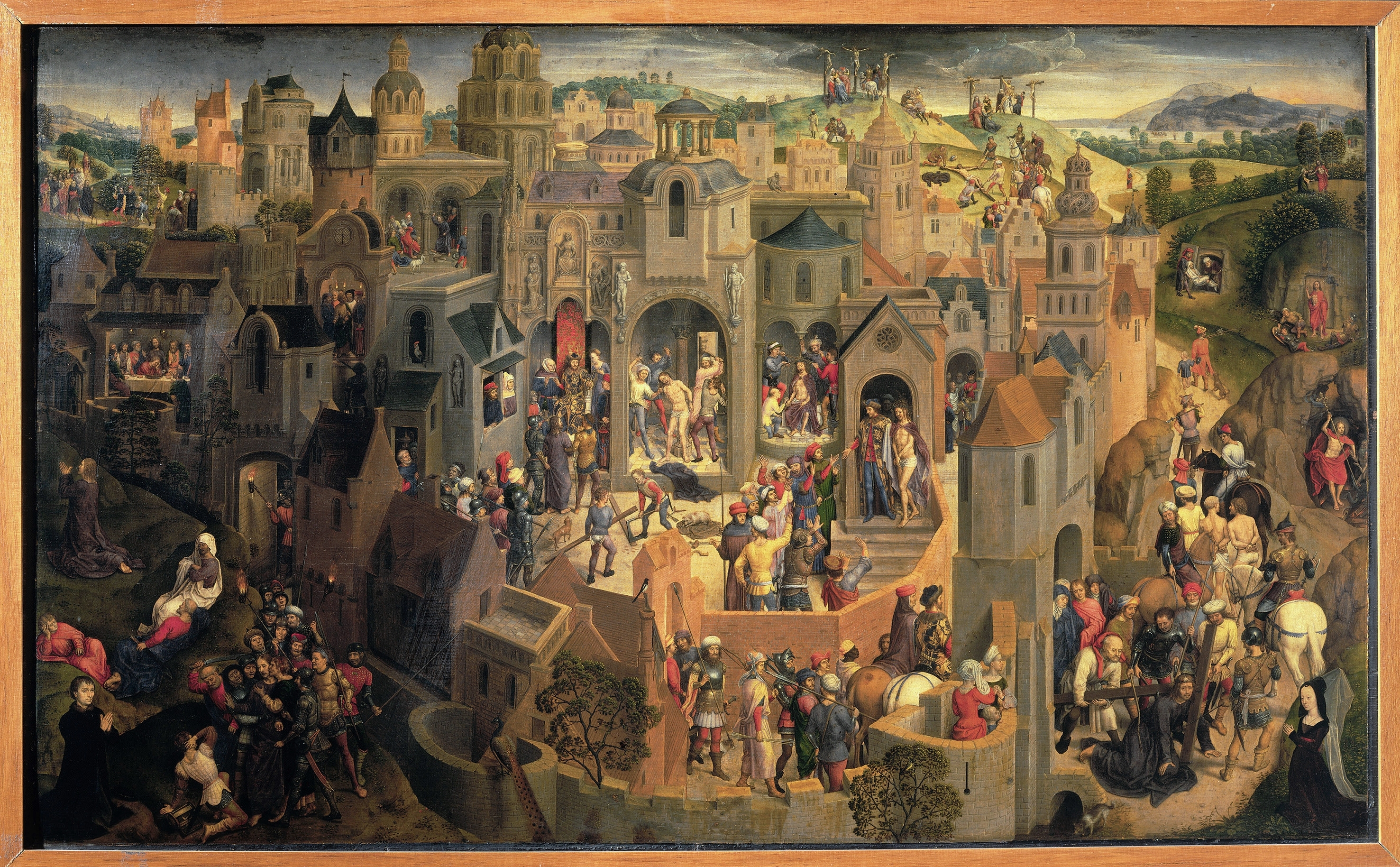
Escenas de la Pasión de Cristo.

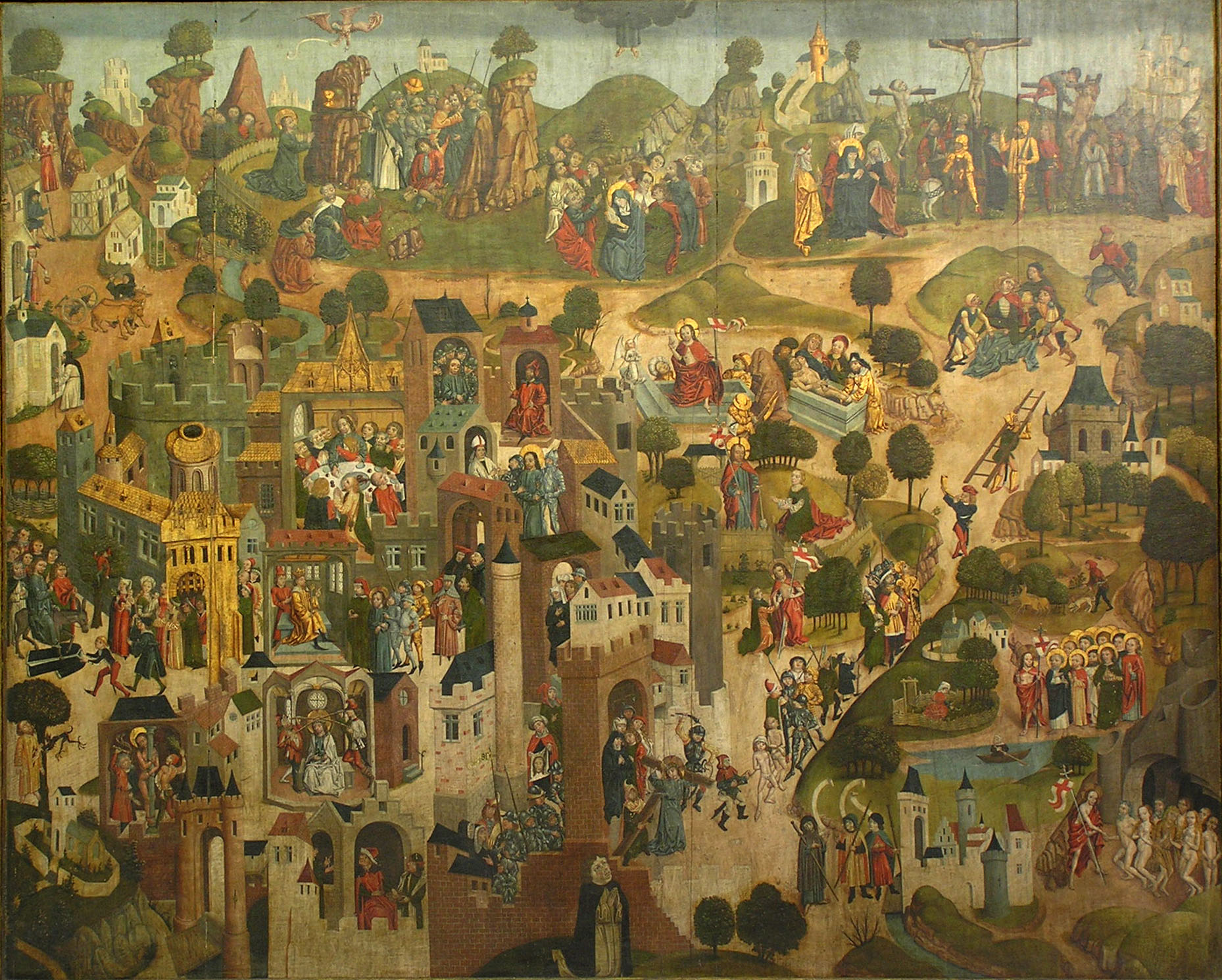
Una Pasión similar mostrada en un número de escenas pequeñas, ca. 1490, desde la Entrada en Jerusalén a través de la Puerta Dorada (abajo a la izquierda) hasta la Ascensión (parte superior central), en Polonia.

Escenas de la Pasión de Cristo es una pintura al óleo sobre una tabla de roble báltico, pintada en 1470 por el pintor de origen alemán del primitivo flamenco, Hans Memling. La pintura muestra 23 escenas de la Vida de Cristo combinadas en una única composición narrativa sin una escena central dominante: 19 episodios de la Pasión de Cristo, la Resurrección, y tres apariciones posteriores de Cristo resucitado (a María Magdalena, en el camino a Emaús, y en el Mar de Galilea). La pintura fue encargada por Tommaso Portinari, un banquero italiano radicado en Brujas, que aparece integrado en la composición en retrato de donante, arrodillado en oración en la esquina inferior izquierda, con su reciente esposa, María Baroncelli, en una actitud similar en la esquina inferior derecha.
La pintura es relativamente pequeña, 56,7 × 92,2 cm, y es poco probable que haya sido un retablo. Puede haber sido destinada a la capilla Portinari en la iglesia de San Jacobo en Brujas. No se catalogó entre las pertenencias de Portinari en 1501 tras su muerte, y se cree que fue trasladada de Brujas a Florencia entre 1510 y 1520. Se registra por primera vez en la colección de Cosme I en Florencia en 1550. Luego pasó a manos del papa Pío V, que la cedió a un convento dominico en Bosco, cerca de Alessandria, donde en 1796 fue escondida debido a la invasión napoleónica y donada al rey Víctor Manuel I en 1814, quien la cedió en 1832 a la Galería Sabauda de Turín, donde continua.

## Descripción
Las escenas de la Pasión comienzan en la distancia en la parte superior izquierda con la entrada de Jesús en Jerusalén el Domingo de Ramos, pasa a través de la ciudad con la Última Cena y otra vez extramuros en la parte inferior izquierda con el huerto de Getsemaní, las escenas de la Pasión siguen por el centro de la ciudad (Juicio de Pilatos, la Flagelación de Jesús, Coronación de Espinas, Ecce Homo), y luego sigue la procesión con la cruz hasta fuera de la ciudad hacia abajo a la derecha, hasta la parte superior para la crucifixión, y acabando en la distancia en la parte superior derecha con las apariciones en Emaús y Galilea. Incluye siete de las tradicionales 14 Estaciones de la Cruz, pero añade varias escenas antes y después, y omite 7: Jesús al ser cargado con su cruz, las dos ocasiones cuando Jesús cae llevando la cruz, Jesús encontrando a su madre, Verónica secando el rostro de Jesús, Jesús que se encuentra con las hijas de Jerusalén, y Jesús siendo despojado de sus ropas.
Las escenas están distribuidas por y alrededor de una idealizada Jerusalén, descrita como una ciudad medieval amurallada con torres exóticas coronadas por cúpulas, la manera de insinuar el oriente en el arte flamenco. El alto punto de vista a "ojo de pájaro" permite observar el Calvario detrás de la ciudad. Inusualmente, para pinturas de este periodo, la luminosidad a través de la pintura es interna, asociada con el sol naciente, y compatible a través de la pintura, con las áreas más iluminadas a la derecha y progresivamente más en sombra hacia la derecha y el ocaso.

### La cronología
En orden, las escenas son:
| 1.  | Jesús llega a la ciudad a lomos de un burro el Domingo de Ramos | Esquina superior izquierda, llegando a la puerta de la ciudad. |
| 2.  | Expulsión de los mercaderes del Templo                          | A la derecha de la entrada de Jesús, bajo un arco doble. |
| 3.  | Judas traiciona a Jesús ante los sumos sacerdotes               | Abajo y a la izquierda de la escena del templo, en un estrecho arco iluminado por velas. |
| 4.  | La Última Cena                                                  | A la izquierda de la traición, en un edificio con techo a dos aguas. |
| 5.  | Oración en el huerto de Getsemaní                               | Bajo la última Cena, fuera de la ciudad; tres apóstoles duermen mientras Jesús ora. |
| 6.  | Prendimiento de Jesús                                           | Abajo y a la derecha del jardín: Judas da un beso a Jesús; Pedro corta la oreja a Malco. |
| 7.  | Negación de Pedro                                               | Arriba a la derecha del prendimiento: Pedro es mostrado en una puerta, con un gallo cantando arriba. |
| 8.  | Cristo ante Pilatos                                             | Izquierda del centro; Pilatos sentado en su trono (tradicional 1.ª Estación de la Cruz) |
| 9.  | Flagelación de Cristo                                           | Centro. |
| 10. | Segundo interrogatorio ante Pilatos                             | A la derecha del centro, saltando a través de dos escenas en un edificio estrecho apartado. |
| 11. | Coronación de Espinas                                           | A la derecha de la flagelación, Jesús recibe una corona de espinas y una túnica púrpura. |
| 12. | Ecce Homo                                                       | A la derecha de la Coronación de Espinas: Cristo es mostrado a la multitud, quiénes le condenan a muerte. |
| 13. | Llevando la Cruz                                                | Abajo y a la izquierda, bajo la flagelación. |
| 14. | Llevando la Cruz; Simón de Cirene porta la cruz                 | Abajo y procediendo de la derecha, una procesión parte de la puerta de la ciudad; en el camino exterior, Cristo cae de rodillas, y es asistido por Simón de Cirene (tradicionales Estaciones de la Cruz 3 y 5). |
| 15. | Jesús es clavado a la cruz                                      | Arriba, a la derecha del centro (tradicional Estación de la Cruz número 11). |
| 16. | Crucifixión                                                     | Arriba, a la izquierda, Jesús muere en el Gólgota, junto con dos delincuentes (Estación tradicional número 12).                                                                                                 |
| 17. | Descenso de la Cruz                                             | A la derecha, Cristo es bajado de la cruz al caer la noche (Estación tradicional número 13). |
| 18. | El Entierro                                                     | Bajo el descenso de la cruz, a la derecha (Estación tradicional número 14). |
| 19. | Cristo en el Limbo                                              | A la derecha de la procesión, Cristo con un crucifijo libera las almas hasta entonces en el Seol. |
| 20. | Resurrección                                                    | Por encima del limbo, con los guardias dormidos. |
| 21. | Reunión con María Magdalena: noli me tangere                    | Por encima de la Resurrección. |
| 22. | En el camino a Emaús                                            | Parte superior derecha. |
| 23. | Aparición ante los apóstoles en el Mar de Galilea               | A la izquierda de la reunión con María Magdalena. |

## Semejanzas
Memling utilizó un estilo narrativo similar para su posterior Advenimiento y triunfo de Cristo (también conocido como los Siete gozos de María; 1480), creado para el altar del Gremio de Curtidores en la iglesia de Nuestra Señora en Brujas pero ahora en la Alte Pinakothek de Múnich.